# In Her Place
In Her Place è un film del 2014 diretto da Albert Shin.

## Trama
Una donna misteriosa proveniente da una grande città arriva in una fattoria rurale in Corea del Sud, dove viene accolta da una vecchia donna e da sua figlia adolescente. Le tre donne rimangono in isolamento e, quando cominciano a calcare il nuovo ritmo di vita insieme, lavorano per colmare un vuoto nelle loro vite. Ma ben presto, la loro disposizione d'animo si trasforma in qualcosa di più di quello che si aspettavano.